# 長谷川勝士
長谷川 勝士（はせがわ かつし、1950年9月10日 - ）は、日本の放送作家、テレビプロデューサー、作詞家。日本脚本家連盟会員、日本放送作家協会会員。

## 経歴
兵庫県姫路市出身。姫路市立姫路高等学校、京都造形芸術大学（現・京都芸術大学）芸術学部卒業。
大学時代、放送作家の大倉徹也に師事。22歳の頃『談志・円鏡の歌謡合戦』（ニッポン放送）でデビュー。
20代の頃はラジオ番組をメインに活動した。『GO！GO！キャンディーズ』（文化放送）を担当していた縁で、当時キャンディーズのマネージャーだった大里洋吉（現・アミューズ代表取締役会長）と出会い、キャンディーズのステージ構成を担当し、ステージ演出を学ぶ。
30代以降はテレビ番組の企画やプロデュースも手がけるようになった。Mr.マリックの『超魔術』ブームの仕掛け人として知られ、また、来日したマイケル・ジャクソンの完全密着番組なども担当した。企画構成した『TV海賊チャンネル』はお色気コーナーで注目を集めたが、その過激な内容が第百二回国会衆議院・予算委員会で問題視され、監督官庁である郵政省（現・総務省）からクレームがつき各お色気コーナーは軒並み打ち切られた。
2000年以降、町おこし委員として姫路市西二階町商店街などの町おこし活動を行い、2012から2014年にかけて東北芸術工科大学で非常勤講師を務め、2018年からは生涯学習大学の講師として講演活動を続けている。
弟子には山田美保子、小山薫堂、上野耕平などがおり、多くの人材を発掘し育成している。

## 担当した番組

### テレビ
- 『11PM』（構成　日本テレビ系）[2]
- 『EXテレビ』（月曜・構成担当、金曜・プロデュース担当　日本テレビ系）
- 『夕やけニャンニャン』（構成　フジテレビ系）
- 『ワーズワースの冒険』（1994年3月25日最終回・プロデュース　フジテレビ系）
- 『TV海賊チャンネル』[3]（構成　日本テレビ系）
- 『ぴったし カン・カン』（構成　TBS系）
- 『おかあさんといっしょ』（作詞　NHK）
- 『母と子のテレビ絵本』（脚本　NHK）
- 『三宅裕司のいい加減にします!』（構成　日本テレビ系）
- 『笑点』（構成　日本テレビ系）
- 『サザンの勝手にナイトあっ!う○こついてる』（構成　日本テレビ系）
- 『完全生中継！アカデミー賞授賞式』（構成　WOWOW）
- 『染五郎のディズニーランド完全攻略120分』（構成　WOWOW）
- 『タモリのいたずら大全集』シリーズ（木スペ枠 構成　日本テレビ系）
- 『Mr.マリックの超魔術』シリーズ（構成　日本テレビ系）
- 『8時だJ』（構成　テレビ朝日系）
- 『モーニングショー』（司会・渡辺宜嗣　ブレーン　テレビ朝日系）
- 『マイケル・ジャクソン1440時間の全記録』（構成　日本テレビ系）
- 『Merry X,mas Show』Vol.1、2（構成　日本テレビ系）
- 『これが決定版!プロ野球珍プレー好プレー』（構成　日本テレビ系）[2]
- 『カシュクールな人々』（プロデュース・演出　日本テレビ系）
- 『スターどっきり（秘）報告』（構成　フジテレビ系）
- 『クイズ!お金が大好き』（構成　フジテレビ系）
- 『ダウンタウンの全員出席！笑うんだってば』（構成　日本テレビ系）
- 『朝まで湾岸ライブ』（司会・構成　テレビ朝日系）
- 『いい旅・夢気分』（構成　テレビ東京系）
- 『三枝・やすしの花マル家族』（構成　テレビ東京系）
- 『ソングラシリーズ（ソングライトSHOW！）』（構成　テレビ東京系）[2]
- 『紳助のクイズバトルロイヤル待ったあり！』（構成　ABC制作 テレビ朝日系）
- 『キスした?SMAP』( 構成　ABC制作 テレビ朝日系)
- 『緊急特番!天才横山やすしの男一代記』120分（プロデュース　MBS制作 TBS系）
- 『独占生中継!千代の富士涙の断髪式』特番（構成　TBS系）

### ラジオ
- 『GO!GO!キャンディーズ』（文化放送）
- 『三浦友和と仲間たち』（文化放送）
- 『吉田照美のやる気MANMAN!』（文化放送）
- 『近藤真彦のマッチとデート』（文化放送）
- 『空とべイルカ』（文化放送）
- 『赤塚不二夫のセイ!ヤング』（文化放送）
- 『つかこうへいのセイ!ヤング』（文化放送）
- 『オールナイトニッポン VIVAキャンディーズ』（ニッポン放送）
- 『オールナイトニッポン マリックSP』（ニッポン放送）
- 『談志・円鏡の歌謡合戦』（ニッポン放送）
- 『森山良子のミュージックスカイホリデー』（ニッポン放送）
- 『ハナ肇の歌謡道中』（ニッポン放送）
- 『山口洋子のその人を愛せますか』（TBS）
- 『ハロー・ベストテン』（TBS）
- 『竹中直人の体験ラジオ・Aチャンネル』（TBS）
- 『大橋照子のヤロウどもメロウどもOh!』（ラジオたんぱ）
- 『青春タイム』（パーソナリティ　ラジオ関東→現ラジオ日本）

## 作詞
- 『ジャングルポケット』（NHK『おかあさんといっしょ』）[4]
- 『ごめんね』（NHK『おかあさんといっしょ』）[4]
- 『びっくりマーク』（NHK『おかあさんといっしょ』）[5]
- 『げんきひゃっぱい』（NHK『おかあさんといっしょ』）[6]
- 『りんごみかんバナナ』（NHK『おかあさんといっしょ』）[7]
- 『おっとっとっと』（唄・ANGEL）
- 『今夜ムーンライト』（唄・ANGEL）
- 『夫婦茶碗』（唄・吉田照美&リリーズ）
- 『バナナトリップ』（唄・吉田照美&清水ミチコ）

## 著書
- 「アンタが神さま 〜 流行神々見聞録」[8]（近代映画社刊　吉田照美と共著）